# Richard Durando
Pour les articles homonymes, voir Durando.
D.T. Richard Durando-Togo (né en 1910 à Buenos Aires) est un peintre d'origine argentine ayant passé la plupart de sa vie en Italie et en France où il s'installe définitivement en 1934.
En 1968, Richard a reçu le Grand Prix international de la peinture. Il est un artiste autodidacte avec un style très personnel, une peinture de lumière et d'ombre qui sont souvent juxtaposés blonde et brune pour créer une atmosphère de mystère. Les Richard "nus" ne sont pas choc à l'œil, qui ne conserve que raffinement et l'élégance. 
Il était un peintre prolifique qui créait des peintures à l'huile de danses gitanes et des scènes musicales, des scènes de marché, des portraits de femmes avec des chapeaux, des nus et des peintures de natures mortes aux couleurs vives. 
Les œuvres de Richard sont dans les collections en France, en Italie, en Angleterre, aux États-Unis, en Belgique, en Allemagne et aux Pays-Bas.

## Source
- L'Art de DT Richard par Bérand Binet